# G.SKILL
ジースキル・インターナショナル・エンタープライズ（英語: G.Skill International Enterprise Co., Ltd.、繁体字中国語: 芝奇國際實業股份有限公司）は、台湾・台北市に本社を置く、メモリモジュールメーカーである。自社製品のブランド名として「G.Skill」を使用している。
日本における販売代理店は株式会社アントラック。

## 略歴
1989年設立。

## 製品
- デスクトップパソコン向けDRAMモジュール
  - エコを謳った製品から、専用のファンを必要とするオーバークロックを想定した製品までを揃えている。
- ノートパソコン向けDRAMモジュール
  - Windows向けとMac向けがある。
- メモリクーラー
- SDメモリーカード
- SSD
- キーボード
- ヘッドセット
- マウス
- マウスパッド
- ATX電源